# Hyperia
Hyperia es el título de un libro de cuentos, y del cuento que sirve para bautizar dicha recopilación, de los géneros fantástico y ciencia ficción del autor mexicano José Luis Zárate Herrera publicado en 1999.

## Contenido
Los cuentos contenidos en esta recopilación fueron todos escritos José Luis Zárate entre 1989 y 1999. Uno de los textos, Análogos y therbligs, obtuvo el Premio Más Allá otorgado por el Círculo argentino de Ciencia Ficción y Fantasía en 1990. Los textos contenidos son:
1. El castillo  [Relato Corto]  de José Luis Zárate   (1989)
2. Mar  [Relato Corto]  de José Luis Zárate   (1999)
3. Eloísa  [Relato Corto]  de José Luis Zárate   (1999)
4. Chapman's Blues  [Relato Corto]  de José Luis Zárate   (1999)
5. 75, 345  [Relato Corto]  de José Luis Zárate   (1999)
6. El heraldo  [Relato Corto]  de José Luis Zárate   (1994)
7. Vallas  [Relato Corto]  de José Luis Zárate   (1994)
8. Ángela 2, Ángela 1  [Relato Corto]  de José Luis Zárate   (1999)
9. Lobos  [Relato Corto]  de José Luis Zárate   (1999)
10. Hyperia  [Relato]  de José Luis Zárate   (1997)
11. Los delicados tentáculos de la galaxia  [Relato Corto]  de José Luis Zárate   (1997)
12. Cajas chinas  [Relato Corto]  de José Luis Zárate   (1996)
13. Llantos  [Relato Corto]  de José Luis Zárate   (1999)
14. Blooding  [Relato Corto]  de José Luis Zárate   (1999)
15. La mujer del cazador  [Relato]  de José Luis Zárate   (1995)
16. La sirena a la medianoche  [Relato Corto]  de José Luis Zárate   (1999)
17. Corre hacia mi  [Relato Corto]  de José Luis Zárate   (1996)
18. Análogos y therbligs  [Relato]  de José Luis Zárate   (1990), obtuvo el premio Más Allá1990.
19. Magia  [Relato Corto]  de José Luis Zárate   (1989)